# Ronchères (Aisne)
Ronchères település Franciaországban, Aisne megyében. Lakosainak száma 152 fő (2022. január 1.). Ronchères Cierges, Courmont, Trélou-sur-Marne, Champvoisy és Sainte-Gemme községekkel határos.

## Népesség
A település népessége az elmúlt években az alábbi módon változott:
| Lakosok száma | 112  | 114  | 135  | 118  | 128  | 114  | 112  | 135  | 146  | 152  |
|               | 1968 | 1982 | 1990 | 2006 | 2013 | 2015 | 2017 | 2019 | 2020 | 2022 |